# باك روس
باك روس (بالإنجليزية: Buck Ross)‏ هو لاعب كرة قاعدة أمريكي، ولد في 3 فبراير 1915 في نوروود في الولايات المتحدة، وتوفي في 23 نوفمبر 1978 في تشارلوت في الولايات المتحدة.

## وصلات خارجية
- باك روس على موقعبيزبول رفرنس.كوم (الدوري الرئيسي) (الإنجليزية)